# لاري ستيفانكي
لاري ستيفانكي (بالإنجليزية: Larry Stefanki)‏ مواليد 23 يوليو 1957 في إلينوي، الولايات المتحدة، هو لاعب كرة مضرب أمريكي سابق بدأ مسيرته كمحترف سنة 1979 وكان يلعب باليد اليمنى، اعتزل اللعب في 1988. أعلى تصنيف له في الفردي كان المركز الـ 35 في سنة 1985. أعلى تصنيف له في الزوجي كان 50.

## روابط خارجية
- لاري ستيفانكي على موقع رابطة محترفي التنس (الإنجليزية)
- لاري ستيفانكي على موقع الاتحاد الدولي لكرة المضرب (الإنجليزية)
- لاري ستيفانكي على موقع خلاصة التنس.كوم (الإنجليزية)